# Муляр Ольга Гаврилівна
Ольга Гаврилівна Муляр (Присяжнюк) (?, тепер Вінницька область — ?) — українська радянська діячка, вчителька біології, директор Погребищенської середньої школи № 1 Вінницької області. Депутат Верховної Ради УРСР 3—4-го скликань.

## Біографія
Народилася в родині селянина-бідняка Гаврила Присяжнюка.
У 1923—1941 роках — вчителька початкових класів сільської школи, вчителька природознавства (біології) Погребищенської середньої школи Вінницької області.
У 1931 році заочно закінчила біологічний факультет Київського педагогічного інституту.
Під час німецько-радянської війни перебувала у евакуації в східних районах СРСР, працювала вчителькою у Самаркандській області Узбецької РСР.
З липня 1944 року — вчителька природознавства (біології) Погребищенської середньої школи № 1 Вінницької області. У цій школі Ольга Муляр пропрацювала 37 років. Обиралася керівником біологічної секції Погребищенського районного відділу Товариства для поширення політичних та наукових знань.
У 1954—1959 роках — директор Погребищенської середньої школи № 1 Вінницької області.

## Нагороди
- орден Леніна (1954)
- орден Трудового Червоного Прапора
- медаль «За доблесну працю у Великій Вітчизняній війні 1941—1945 рр.» (1945)
- медалі
- значок «Відмінник народної освіти»
- заслужений вчитель школи Української РСР (1952)